# 曲阜市基督教圣三一堂
曲阜市基督教圣三一堂是一座位于山東省曲阜市鲁城街道东南的于家庄村，即将建成的教堂。

## 背景
曲阜原本有一名為「福音堂」的基督教堂，建於1919年，原址位于曲阜城西关，佔地約40×70米。中華人民共和國建立後，由政府收回統一管理。其後成為西关居民區，原有建築物已不存在。
2002年，曲阜市政府召开协调会，研究基督教堂的搬迁和恢复工作。2006年，山东省宗教局同意曲阜市恢复建设基督教堂。2008年，曲阜市确定用地选址。
2010年7月27日，計畫容量達3,000人的曲阜新基督教堂“圣三一国际礼拜堂”举办奠基仪式，全国基督教两会会长高峰牧师等基督教人士及政府相关部门领导出席。該教堂占地4亩，高41.7米，為典型的哥特式建筑。

## 儒家十學者發布停建意見書
2010年12月22日，郭齐勇、蒋庆、林安梧等十位儒家學者在中國儒教網等十個網站發佈《尊重中华文化圣地，停建曲阜耶教教堂——关于曲阜兴建耶教大教堂的意见书》，並表示已獲得国际儒学大会等十個社團首批支持。
十位学者主張新教堂立即停建，或迁往他处建造。如果建设地点仍选在曲阜附近，或仍在济宁市范围内，他們主張教堂位置“至少须在孔庙、孟庙以及周公庙50华里以外”；教堂高度“不超孔庙、孟庙大成殿的高度”；「教堂规模不可容众三千人，孔聖有弟子三千人，有文化侮辱的含義」；「不宜建成中国最大的耶教堂」；「教堂建筑风格只能为中国传统建筑风格，或至少为现代建筑风格，而不宜为哥特式风格。」这一公开信遂在网上引起一片议论，网友意见不一。

## 反對十學者意見
部分网友和学者对于这种停建要求并不认同，有人甚至将十学者视作有文凭也愚昧的样板。比如知名网友黎明称：儒家学者们的主张，实为该学派“封圣”和谋求实际特权、心理优势的行为，这和儒家强调等级维系的思想相吻合，但实无事实与学理根据。
事实上，曲阜还有一座也颇为宏伟的清真寺，且在曲阜城区西关，离孔庙仅几百米，却已于2004年就投入使用。部分网友对儒家十學者这次要求停建基督教堂卻对清真寺无视感到反感，称“这就是孔教的本质，欺软怕硬。”
许锡良认为此事件展现了儒家文化的所谓包容性的虚伪性与狭隘性：当建立教堂满足基督徒的信仰自由需求时，儒家认为“伤害了中国人的感情”；作者反问“马克思主张共产主义与阶级斗争，所儒家文化主张的所谓和谐与仁爱不也是矛盾”，为什么不向政府提出意见，要求把马克思请出曲阜。由此批判“儒家其实什么也不信，只信权力与金钱，信保护他们权力与金钱的枪杆子。”

## 支持十學者意見
但亦有支持十學者而認為針對意見書的攻击是站不住脚的。首先，儒家学者对于马列主义的反对者代不乏人，比较大的事件如“百花齐放、百家争鸣”与“反右运动”，而其他一些事更是数不胜数，比如陈寅恪曾经在1953年被决定为中国科学院历史研究所第二所所长，但他要求“允许中古史研究所不宗奉马列主义，并不学习政治”，遂不能就任。更重要的一点，不论儒家还是基督教，都是一种文化传统、精神追求，在政教分离为潮流的今天，是不会也不可能参与政治的。
支持者認為，基督教并不像伊斯兰教和佛教那样只在一定范围内内传播。相比于其他宗教和文化，基督教非常主动地进行传教，而这一点在世界上很多拥有固有宗教、文化的地区都是不被接受的。比如，以色列禁止向18岁以下的犹太人传播基督教，在一些阿拉伯国家传播基督教更是被严格禁止。而基督教国家也会防止其他宗教、文化入侵，比如奥地利曾经担心破坏基督教而拒绝修建佛教寺庙。因此，保护本地的文化、宗教传统是全人类之中有文化、有信仰者的共同点。

## 其他意見
时任新加坡南洋孔教會會長郭文龍亦對在孔子故里曲阜興建大型基督教堂表達反對，認為凡屬華人，皆應維護儒家文化傳統，並有權對中國文化事務表達意見。

## 官方反應
2010年12月24日，曲阜市政府表示将推进基督教堂建设。并提出了两点原則：一是确保基督教堂的建设符合城市建设总体规划和历史文化名城建设的要求；二是对基督教堂场所的立项、规划、土地严格把关。